# 고노선
고노선(일본어: 五能線)은 일본 아키타현 노시로시의 히가시노시로역과 아오모리현 미나미쓰가루군 이나카다테촌의 가와베 역을 잇는 동일본 여객철도의 철도 노선(지방 교통선)이다.

## 노선 정보
- 관할 (사업 종별) : 동일본 여객철도 (제 1 종 철도사업자)
- 구간 (영업 거리) : 147.2km
- 역 수 : 43 (기 · 종점역 포함)
  - 고노 선 소속 역으로 한정된 경우, 기 · 종점역(모두 오우 본선 소속)이 제외되어 41역이 된다.
- 궤간 : 1067mm
- 복선 구간 : 없음 (전 구간 단선)
- 전철화 구간 : 없음 (전 구간 비 전철화)
- 폐색 방식 : 특수 자동 폐색식(전자 부호 조사식)
- 운전 지령소 : 아키타 종합 지령실
- 최고 속도 : 85km/h

전 노선 동일본 여객철도 아키타 지사의 관할이다.

## 역 목록
| 노선명      | 역 이름              | 일본어 이름  | 역간 거리 | 누적 거리 | 접속 노선                                                   | 소재지     | 소재지         | 소재지       |
| ----------- | -------------------- | ------------ | --------- | --------- | ----------------------------------------------------------- | ---------- | -------------- | ------------ |
| 고 노 선    | 히가시노시로         | 東能代       | -         | 0.0       | 동일본 여객철도 오우 본선                                   | 아키타현   | 노시로시       | 노시로시     |
| 고 노 선    | 노시로               | 能代         | 3.9       | 3.9       |                                                             | 아키타현   | 노시로시       | 노시로시     |
| 고 노 선    | 무카이노시로         | 向能代       | 2.2       | 6.1       |                                                             | 아키타현   | 노시로시       | 노시로시     |
| 고 노 선    | 기타노시로           | 北能代       | 3.2       | 9.3       |                                                             | 아키타현   | 노시로시       | 노시로시     |
| 고 노 선    | 도리가타             | 鳥形         | 1.9       | 11.2      |                                                             | 아키타현   | 노시로시       | 노시로시     |
| 고 노 선    | 사와메               | 沢目         | 2.9       | 14.1      |                                                             | 아키타현   | 야마모토군     | 핫포정       |
| 고 노 선    | 히가시하치모리       | 東八森       | 3.9       | 18.0      |                                                             | 아키타현   | 야마모토군     | 핫포정       |
| 고 노 선    | 하치모리             | 八森         | 4.7       | 22.7      |                                                             | 아키타현   | 야마모토군     | 핫포정       |
| 고 노 선    | 다키노마             | 滝ノ間       | 1.8       | 24.5      |                                                             | 아키타현   | 야마모토군     | 핫포정       |
| 고 노 선    | 아키타시라카미       | あきた白神   | 1.6       | 26.1      |                                                             | 아키타현   | 야마모토군     | 핫포정       |
| 고 노 선    | 이와다테             | 岩館         | 3.0       | 29.1      |                                                             | 아키타현   | 야마모토군     | 핫포정       |
| 고 노 선    | 오마고시             | 大間越       | 10.8      | 39.9      |                                                             | 아오모리현 | 니시쓰가루군   | 후카우라정   |
| 고 노 선    | 시라카미다케토잔구치 | 白神岳登山口 | 2.4       | 42.3      |                                                             | 아오모리현 | 니시쓰가루군   | 후카우라정   |
| 고 노 선    | 마쓰카미             | 松神         | 2.4       | 44.7      |                                                             | 아오모리현 | 니시쓰가루군   | 후카우라정   |
| 고 노 선    | 주니코               | 十二湖       | 1.9       | 46.6      |                                                             | 아오모리현 | 니시쓰가루군   | 후카우라정   |
| 고 노 선    | 무쓰이와사키         | 陸奥岩崎     | 4.3       | 50.9      |                                                             | 아오모리현 | 니시쓰가루군   | 후카우라정   |
| 고 노 선    | 무쓰사와베           | 陸奥沢辺     | 2.7       | 53.6      |                                                             | 아오모리현 | 니시쓰가루군   | 후카우라정   |
| 고 노 선    | 웨스파쓰바키야마     | ウェスパ椿山 | 2.4       | 56.0      |                                                             | 아오모리현 | 니시쓰가루군   | 후카우라정   |
| 고 노 선    | 헤나시               | 艫作         | 1.9       | 57.9      |                                                             | 아오모리현 | 니시쓰가루군   | 후카우라정   |
| 고 노 선    | 요코이소             | 横磯         | 3.5       | 61.4      |                                                             | 아오모리현 | 니시쓰가루군   | 후카우라정   |
| 고 노 선    | 후카우라             | 深浦         | 5.5       | 66.9      |                                                             | 아오모리현 | 니시쓰가루군   | 후카우라정   |
| 고 노 선    | 히로토               | 広戸         | 3.9       | 70.8      |                                                             | 아오모리현 | 니시쓰가루군   | 후카우라정   |
| 고 노 선    | 오이라세             | 追良瀬       | 2.1       | 72.9      |                                                             | 아오모리현 | 니시쓰가루군   | 후카우라정   |
| 고 노 선    | 도도로키             | 驫木         | 3.1       | 76.0      |                                                             | 아오모리현 | 니시쓰가루군   | 후카우라정   |
| 고 노 선    | 가소세               | 風合瀬       | 3.0       | 79.0      |                                                             | 아오모리현 | 니시쓰가루군   | 후카우라정   |
| 고 노 선    | 오도세               | 大戸瀬       | 4.9       | 83.9      |                                                             | 아오모리현 | 니시쓰가루군   | 후카우라정   |
| 고 노 선    | 센조지키             | 千畳敷       | 2.1       | 86.0      |                                                             | 아오모리현 | 니시쓰가루군   | 후카우라정   |
| 고 노 선    | 기타카네가사와       | 北金ヶ沢     | 4.6       | 90.6      |                                                             | 아오모리현 | 니시쓰가루군   | 후카우라정   |
| 고 노 선    | 무쓰야나기타         | 陸奥柳田     | 2.7       | 93.3      |                                                             | 아오모리현 | 니시쓰가루군   | 후카우라정   |
| 고 노 선    | 무쓰아카이시         | 陸奥赤石     | 4.1       | 97.4      |                                                             | 아오모리현 | 니시쓰가루군   | 아지가사와정 |
| 고 노 선    | 아지가사와           | 鰺ヶ沢       | 6.4       | 103.8     |                                                             | 아오모리현 | 니시쓰가루군   | 아지가사와정 |
| 고 노 선    | 나루사와             | 鳴沢         | 4.5       | 108.3     |                                                             | 아오모리현 | 니시쓰가루군   | 아지가사와정 |
| 고 노 선    | 고시미즈             | 越水         | 2.7       | 111.0     |                                                             | 아오모리현 | 쓰가루시       | 쓰가루시     |
| 고 노 선    | 무쓰모리타           | 陸奥森田     | 3.5       | 114.5     |                                                             | 아오모리현 | 쓰가루시       | 쓰가루시     |
| 고 노 선    | 나카타               | 中田         | 2.4       | 116.9     |                                                             | 아오모리현 | 쓰가루시       | 쓰가루시     |
| 고 노 선    | 기즈쿠리             | 木造         | 2.6       | 119.5     |                                                             | 아오모리현 | 쓰가루시       | 쓰가루시     |
| 고 노 선    | 고쇼가와라           | 五所川原     | 6.2       | 125.7     | 쓰가루 철도 쓰가루 철도선 (쓰가루 고쇼가와라 역)            | 아오모리현 | 고쇼가와라시   | 고쇼가와라시 |
| 고 노 선    | 무쓰쓰루다           | 陸奥鶴田     | 6.0       | 131.7     |                                                             | 아오모리현 | 기타쓰가루군   | 쓰루타정     |
| 고 노 선    | 쓰루도마리           | 鶴泊         | 2.4       | 134.1     |                                                             | 아오모리현 | 기타쓰가루군   | 쓰루타정     |
| 고 노 선    | 이타야나기           | 板柳         | 4.8       | 138.9     |                                                             | 아오모리현 | 기타쓰가루군   | 이타야나기정 |
| 고 노 선    | 하야시자키           | 林崎         | 3.0       | 141.9     |                                                             | 아오모리현 | 미나미쓰가루군 | 후지사키정   |
| 고 노 선    | 후지사키             | 藤崎         | 2.8       | 144.7     |                                                             | 아오모리현 | 미나미쓰가루군 | 후지사키정   |
| 고 노 선    | 가와베               | 川部         | 2.5       | 147.2     | 동일본 여객철도 오우 본선 (아오모리 방면)                   | 아오모리현 | 미나미쓰가루군 | 이나카다테촌 |
| 오 우 본 선 | 나이조시             | 撫牛子       | 3.6       | 150.8     |                                                             | 아오모리현 | 히로사키시     | 히로사키시   |
| 오 우 본 선 | 히로사키             | 弘前         | 2.7       | 153.5     | 동일본 여객철도 오우 본선 (오다테 방면) · 고난 철도 고난 선 | 아오모리현 | 히로사키시     | 히로사키시   |